# Capilla de Santa Verona de Leefdaal
La Capilla de Santa Verona de Leefdaal
 (en neerlandés: Sint-Veronakapel, francés: Chapelle Sainte-Vérone de Leefdaal) es una capilla prerrománica y románica situada en la localidad de Leefdaal, cerca de la ciudad de Bertem, en la provincia del Brabante flamenco en Bélgica.
La Capilla de Verona era originalmente una ermita prerrománica construida en el siglo XI, y luego fue cambiada dramáticamente en la época románica, entre los siglos 11 y 13.
Es objeto de protección por la clasificación como monumento histórico desde el 25 de marzo de 1938.